# Фридрих II фон Цили
Фридрих II фон Цили (на словенски: Friderik II. Celjski; на немски: Friedrich II graf von Cilli; * 17 януари 1379 в замък Цили; † или 13 юли или 20 юли 1454) е покняжен граф на Цили и Ортенбург-Щернберг (1435 – 1454), от 1436 г. имперски княз, наследствен бан на Хърватия (1453 – 1454), Славония (1445 – 1454) и Далмация, претендент за босненския престол (1435—1443) от рода Цили.

## Произход
Той е първият син на граф Херман II фон Цили (* 1365 † 1435), граф на Цили, и на втората му съпруга графиня Анна фон Шаунберг († пр. 1396), дъщеря на граф Хайнрих VII фон Шаунберг и съпругата му Урсула фон Гьорц. Правнук е на Стефан II Котроманич, крал на Босна. Има двама братя и три сестри:
- Херман III (* 1380 † 1426), граф на Цили, съпруг на Елизабета фон Абенсберг и на принцеса Беатрикс Баварска
- Елизабета (* 1382 † 1426), съпруга на за граф Хайнрих фон Гьорц
- Анна (* ок. 1384 † ок. 1439), съпруга на Никола II Горянски, унгарски бан на Мачва, Усора, Соли (дн. Тузла), Славония, Хърватско и Далмация
- Лудвиг (* 1387 † 1417), осиновен от своя бездетен чичо Фридрих Ортенбургски
- Барбара (* 1390 † 1451), кралица на Унгария като съпруга на краля на Унгария Сигизмунд Люксембургски

Има един полубрат от извънбрачна връзка на баща си. 

## Биография
Заедно с баща си Херман II през 1408 г. става член на Ордена на Дракона, основан от унгарския крал Сигизмунд Люксембургски. Впоследствие, през 1411 г., Фридрих фон Цили също е един от командирите на унгарската армия, заедно с Филипо Сколари, във войната срещу Венецианската република. През 1414 г. пътува с императора на Свещената Римска империя Сигизмунд Люксембургски и участва в Констанцкия събор, като винаги остава във вътрешния кръг на вече избрания германски крал. 
През 1422 г. избухва голям скандал, тъй като Фридрих убива първата си съпруга Елизабет Франкопан, за да се ожени за любовницата си Вероника от Десенице. Франкопаните, могъща фамилия от хърватски произход, повдигат обвинения срещу Фридрих пред император Сигизмунд Люксембургски, който го осъжда и го предава на баща му, граф Херман II фон Цили, който го принуждава да се затвори в замъка Хохостервиц в Словения. Вероника е изпратена в замъка Устриц и е удушена. Баща му го лишава от наследство, но когато по-малкият брат на Фридрих (наричан още Херман III) умира през 1426 г., той отново става наследник на Графство Цили. Скоро той получава помилване и дори в края на същата година се обсъжда възможното му назначаване на поста губернатор на Трансилвания. 
След смъртта на краля на Унгария и император на Свещената Римска империя Сигизмунд Люксембургски през 1437 г., граф Фридрих фон Цили продължава да управлява имотите му, но не заема никакви административни длъжности. От 1445 до 1454 г. той служи като бан на Славония, а през 1453-1454 г. е бан на Хърватия и Далмация. 
На 13 юни 1454 г. 75-годишният граф умира в семейния замък Жовнек в Херцогство Щирия (съвременна Словения). Неговите титли и владения са наследени от най-големия му син Улрих II фон Цили.

## Брак и потомство
Жени се два пъти:
∞ 1. за Елизабет Франкопан (* 1373; † убита 1422), дъщеря на Стефан Франкепан и съпругата му Катерина Карара от Падуа, от която има трима сина:
- Улрих II фон Цили (* 1407, † 9 ноември 1456, Белград), граф на Цили и Ортенбург, бан на Славония, ∞ за Каталина Бранкович, († 1490/1492, Струмица), дъщеря на сръбския деспот Георги Бранкович
- Фридрих фон Цили († като дете)
- Йохан фон Цили (док. 1447)

∞ 2. за Вероника Десениска († 17 октомври 1425), удушена по заповед на баща му. Бракът е бездетен.